# Alzoniella ovetensis
Alzoniella ovetensis е вид охлюв от семейство Hydrobiidae. Видът не е застрашен от изчезване.

## Разпространение и местообитание
Разпространен е в Испания.
Обитава скалистите дъна на сладководни басейни, реки и потоци.